# در قویی
در قویی (به انگلیسی: Swan doors) یا در بال قو، نامی است که به نوعی در داده می‌شود که گاهی در خودروهای مفهومی یا با کارایی بالا دیده می‌شود. درهای قویی درهای خودروهای معمولی عمل می‌کنند، اما با زاویه رو به بالا باز می‌شوند. این طراحی با باز شدن کمی به سمت بالا و دور شدن از حاشیه به تمیز کردن جدول‌ها، به‌خصوص در خودروهای اسپورت پایین‌تر کمک می‌کند. این نام به دلیل شباهت آنها به قو با بال‌های باز است. اگرچه هیچ تعریف رسمی وجود ندارد، درهای قویی به‌طور کلی متفاوت از درهای پروانه‌ای یا قیچی‌وار در نظر گرفته می‌شوند زیرا در زیر ستون A لولا شده‌اند، هم به سمت بالا و هم به سمت بیرون باز می‌شوند و مانند درهای پروانه‌ای به سمت بیرون کج نمی‌شوند.

شناخته‌شده‌ترین کاربرد درهای قویی توسط استون مارتین و شرکت خواهر آنها لاگوندا است که از این طرح در بسیاری از مدل‌های خود استفاده کرده‌اند که با دی‌بی۹ در سال ۲۰۰۴ شروع شد تعدادی از خودروهای دیگر سازندگان نیز از این طرح استفاده کرده‌اند، مانند هنسی ونوم جی‌تی و ونسر سارث. برخی از خودروهای مفهومی از درهای قویی نیز استفاده کرده‌اند، از جمله بنتلی ئی‌ایکس‌پی ۱۰ اسپید ۶ و بنتلی ئی‌ایکس‌پی ۱۲ اسپید ۶ئی، نیسان ارج، برتونه نوچیو و لامبورگینی آستریون.

در قو
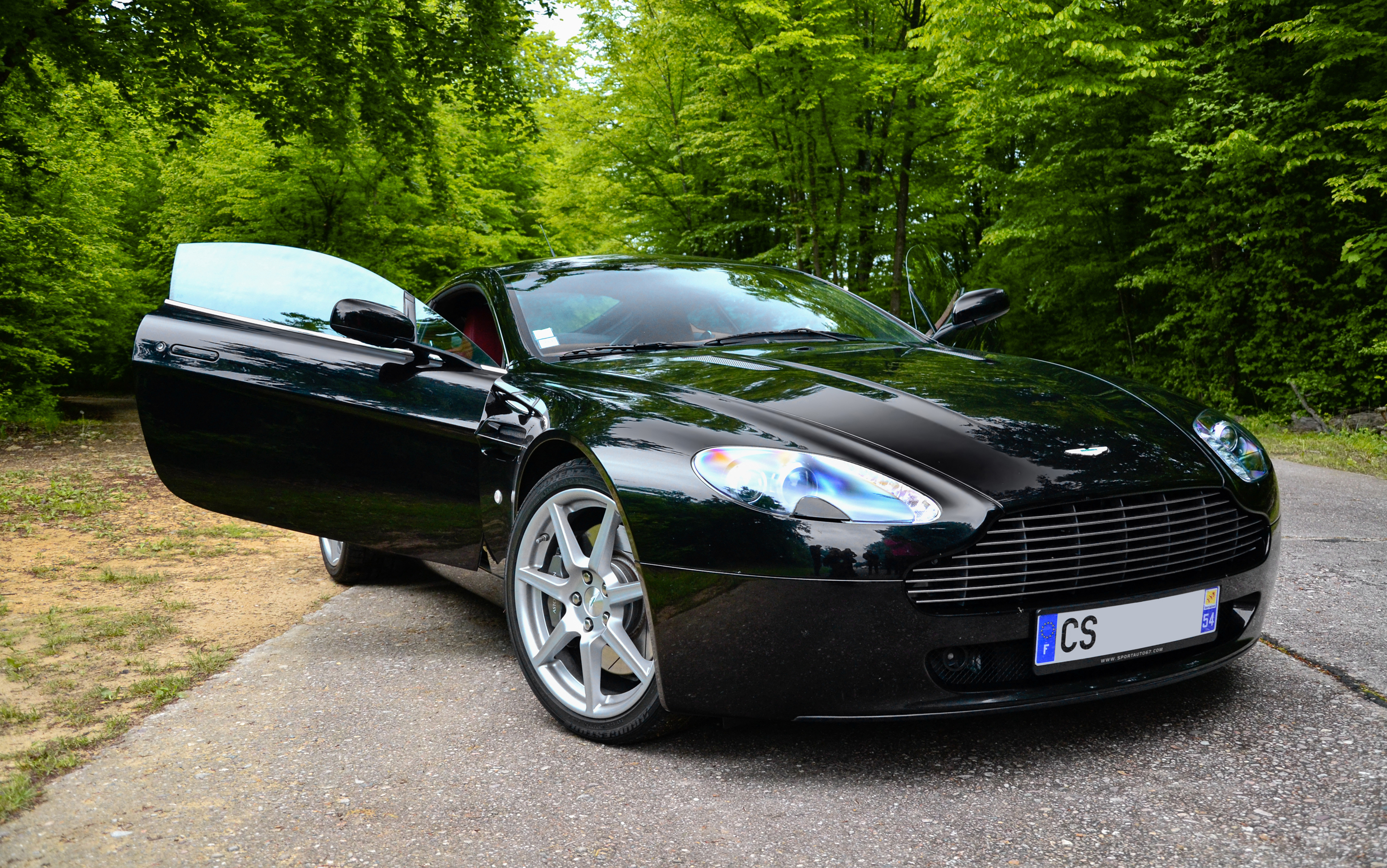
استون مارتین وی۸ ونتیج با درهای قویی
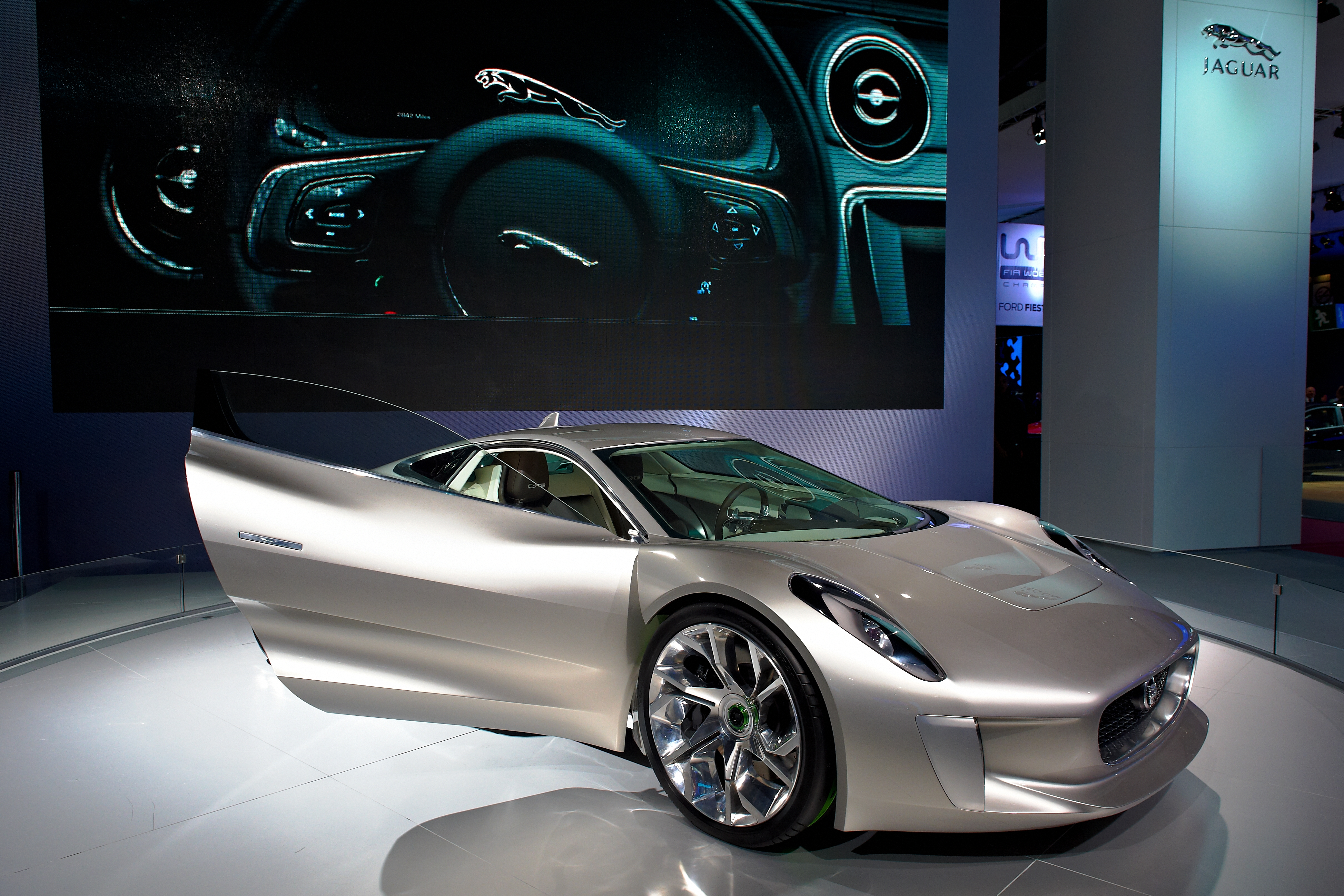
جگوار سی-ایکس۷۵ کانسپت با در قو سمت راست باز